# We Made You
We Made You (englisch für „Wir haben dich gemacht“) ist ein Lied des US-amerikanischen Rappers Eminem, bei dem im Refrain die Sängerin Charmagne Tripp zu hören ist. Der Song ist die zweite Singleauskopplung seines sechsten Studioalbums Relapse und wurde am 7. April 2009 veröffentlicht.

## Inhalt
We Made You ist eine typische Singleauskopplung eines Eminem-Albums, die viel Ironie enthält und diverse Prominente verspottet. Sie hebt sich deutlich von den anderen Liedern des Albums Relapse ab, die inhaltlich viel düsterer gehalten sind.
Zu Beginn des Liedes schlüpft Eminem in die Rolle eines Rockstars und fordert Jessica Simpson dazu auf, den Refrain zu singen, obwohl dieser in Wirklichkeit von Charmagne Tripp gesungen wird. Im Refrain wird der Rockstar angehimmelt, dem niemand einen Vorwurf machen dürfe, weil er unantastbar sei. Im ersten Vers rappt Eminem, dass er nun zurück sei und holt sofort zum Rundumschlag gegen verschiedene Berühmtheiten aus. Er macht sich über den Hintern von Kim Kardashian lustig und appelliert an Lindsay Lohan, sie solle sich von ihrer Freundin Samantha Ronson trennen und wieder das Ufer wechseln. Der zweite Vers führt dies lückenlos fort und der Rapper fordert das lesbische Pärchen Ellen DeGeneres und Portia de Rossi dazu auf, sich scheiden zu lassen. Er sagt, er würde Sarah Palin einladen und "es ihr besorgen". Britney Spears solle Kevin Federline verlassen, da sie sonst wieder in der Klinik landen würde. Außerdem behauptet er, Jennifer Aniston sei in ihn verliebt. Alle angesprochenen Frauen sollen lieber mit Eminems Alter Ego Slim Shady zusammenkommen und ihre jetzigen Partner verlassen. Im dritten Vers meint Eminem – stets aus der Sicht des Rockstars rappend – dass es keinen Besseren als ihn gebe und alle Frauen ihm zu Füßen lägen. Er macht Jessica Alba an und vergleicht sich mit Elvis Presley. Zuletzt macht er sich über den Zustand von Amy Winehouse nach deren Drogenexzessen lustig.

## Produktion und Sample
Das Instrumental des Lieds wurde von Dr. Dre, Eminem und Doc Ish produziert. Dabei wurden Elemente des Songs Hot Summer Nights von Walter Egan verwendet. Die Aufnahmen zum Track fanden in den Effigy Studios statt.

## Musikvideo
Beim Video zu We Made You führte Joseph Kahn Regie. Es wurde in Las Vegas gedreht.

### Inhalt
Das Musikvideo ist eine Parodie über verschiedene Filme und Fernsehserien. Hauptsächlich verspottet werden die Serien Rock of Love mit Bret Michaels und Star Trek. Außerdem enthält das Video eine Hommage an eine Casino-Szene aus dem Film Rain Man sowie Andeutungen an das Videospiel Guitar Hero. Des Weiteren sind Anspielungen auf die Dokumentation Nanuk, der Eskimo und den Pornofilm Who’s Nailin’ Paylin? enthalten. Eminem schlüpft dabei, wie schon im Video zu Without Me, in die Rollen verschiedener berühmter Personen, über die er sich lustig macht. Zu den verspotteten Prominenten gehören Jessica Simpson, Bret Michaels, Sarah Palin, Britney Spears, Kevin Federline, Lindsay Lohan, Samantha Ronson, Amy Winehouse, Ellen DeGeneres, Portia de Rossi, Elvis Presley, Tony Romo, John Mayer, Jennifer Aniston und Kim Kardashian. Diese werden von ihnen ähnlich sehenden Darstellern gespielt. So wird die Rolle der Sarah Palin von der Pornodarstellerin Lisa Ann übernommen, und Bobby Lee schlüpft in die Rolle eines Eskimos. Eminem parodiert allerdings auch ein Jugendfoto von sich selbst, auf dem er in einem Alf-T-Shirt zu sehen ist. Außerdem haben Dr. Dre, 50 Cent und Denaun Porter Gastrollen im Video.

### Auszeichnung
Eminem erhielt für das Video zu We Made You bei den MTV Video Music Awards 2009 am 13. September die Auszeichnung in der Kategorie Best Hip-Hop Video.

## Single

### Covergestaltung
Das Singlecover zeigt eine Szene aus dem Musikvideo, bei der Lisa Ann auf einem Schreibtisch sitzt und Eminem mit freiem Oberkörper und Wollmütze dahinter steht. Rechts im Bild ist außerdem Bobby Lee als Eskimo zu sehen. Die roten Schriftzüge We Made You und Eminem befinden sich am oberen beziehungsweise unteren Rand des Covers.

### Chartplatzierungen
We Made You stieg in der 21. Kalenderwoche des Jahres 2009 in die deutschen Charts ein und erreichte in der folgenden Woche mit Platz 9 die Höchstposition. Insgesamt hielt sich das Lied zehn Wochen in den Top 100.
| ChartsChartplatzierungen       | Höchstplatzierung | Wochen |
| ------------------------------ | ----------------- | ------ |
| Deutschland (GfK)              | 9 (10 Wo.)        | 10     |
| Österreich (Ö3)                | 6 (18 Wo.)        | 18     |
| Schweiz (IFPI)                 | 4 (21 Wo.)        | 21     |
| Vereinigte Staaten (Billboard) | 9 (10 Wo.)        | 10     |
| Vereinigtes Königreich (OCC)   | 4 (17 Wo.)        | 17     |

| ChartsJahrescharts (2009)    | Platzierung |
| ---------------------------- | ----------- |
| Österreich (Ö3)              | 47          |
| Schweiz (IFPI)               | 44          |
| Vereinigtes Königreich (OCC) | 50          |

### Auszeichnungen für Musikverkäufe
Im Jahr 2022 wurde We Made You für mehr als zwei Millionen Verkäufe in den Vereinigten Staaten mit einer doppelten Platin-Schallplatte ausgezeichnet. Im Vereinigten Königreich erhielt es für über 600.000 verkaufte Einheiten Platin.

| Land/Region                  | Auszeichnungen für Musikverkäufe (Land/Region, Auszeichnung, Verkäufe) | Verkäufe  |
| ---------------------------- | ---------------------------------------------------------------------- | --------- |
| Australien (ARIA)            | 4× Platin                                                              | 280.000   |
| Neuseeland (RMNZ)            | Platin                                                                 | 15.000    |
| Vereinigte Staaten (RIAA)    | 2× Platin                                                              | 2.000.000 |
| Vereinigtes Königreich (BPI) | Platin                                                                 | 600.000   |
| Insgesamt                    | 8× Platin ·                                                            | 2.895.000 |

Hauptartikel: Eminem/Auszeichnungen für Musikverkäufe